# فرانك كراوفورد
فرانك كراوفورد (بالألمانية: Frank Crawford ) (و. 1923 – 2003 م) هو فيزيائي، وأستاذ جامعي من الولايات المتحدة الأمريكية .

## مناصب وهيئات
أدار جامعة كاليفورنيا (بركلي).